# Bruno Conti
Bruno Conti, född 13 mars 1955 i Rom, Italien, fotbollsspelare.
Snabb och teknisk ytter med precisa passningar i Roma och italienska landslaget under 1980-talet. Conti var en av nyckelspelarna när Italien blev världsmästare 1982. Totalt spelade han 47 landskamper och gjorde fem mål mellan 1980 och 1986. Sina sista landskamper spelade han under VM-slutspelet i Mexiko 1986. Han inledde den professionella karriären i Roma säsongen 1973/74, och spelade där fram till säsongen 1990/91, med undantag för säsongerna 1975/76 och 1978/79, då han spelade i Genoa.

## Meriter
- Italiensk mästare 1983
- Finalist i Europacupen 1984
- 47 landskamper/5 mål
  - VM 1982, 1986
  - VM-guld 1982